# Буеа
Буе́а (фр. Buéa) — місто на південному заході Камеруну, столиця Південно-Західного регіону. Населення 47,3 тис. осіб (2001 рік), разом з прилеглими селищами — 150 тис. чоловік.

## Географія
Місто розташоване за 80 кілометрів на захід від Дуали, за 15 кілометрів на північ від міста Лімбе і Атлантичного океану, на південно-східному схилі вулкану Камерун висотою 4070 метрів.

### Клімат
Східне підніжжя вулкана Камерун — одне з найбільш дощових місць в Африці, дощі йдуть 250 днів на рік.
Місто знаходиться у зоні, котра характеризується мусонним кліматом. Найтепліший місяць — лютий із середньою температурою 21.1 °C (70 °F). Найхолодніший місяць — серпень, із середньою температурою 18.3 °С (65 °F).
| Клімат Буеа             | Клімат Буеа | Клімат Буеа | Клімат Буеа | Клімат Буеа | Клімат Буеа | Клімат Буеа | Клімат Буеа | Клімат Буеа | Клімат Буеа | Клімат Буеа | Клімат Буеа | Клімат Буеа | Клімат Буеа |
| Показник                | Січ.        | Лют.        | Бер.        | Квіт.       | Трав.       | Черв.       | Лип.        | Серп.       | Вер.        | Жовт.       | Лист.       | Груд.       | Рік         |
| Середній максимум, °C   | 25          | 26,7        | 26,7        | 26,1        | 25,6        | 23,9        | 22,2        | 21,7        | 23,3        | 23,9        | 25          | 25          | 24,6        |
| Середня температура, °C | 19,4        | 21,1        | 21,1        | 21,1        | 20,6        | 20          | 18,9        | 18,3        | 19,4        | 19,4        | 20          | 19,4        | 19,9        |
| Середній мінімум, °C    | 14,4        | 15          | 16,1        | 16,1        | 16,1        | 15,6        | 15,6        | 15,6        | 15          | 14,4        | 15          | 14,4        | 15,3        |
| Норма опадів, мм        | 25          | 55          | 155         | 225         | 187         | 252         | 72          | 96          | 252         | 264         | 94          | 36          | 1713        |
| Днів з опадами          | 2           | 4           | 11          | 13          | 11          | 13          | 12          | 11          | 11          | 11          | 13          | 2           | 114         |
| ----------------------- | ----------- | ----------- | ----------- | ----------- | ----------- | ----------- | ----------- | ----------- | ----------- | ----------- | ----------- | ----------- | ----------- |
| Джерело: Weatherbase    |             |             |             |             |             |             |             |             |             |             |             |             |             |

## Історія
На території міста спочатку проживало плем'я баквірі, в 1891 році в цей район німцями була направлена експедиція. В результаті баквірі були змушені потіснитися, а німці почали створювати в цьому районі плантації. В 1901 році Буеа стала столицею Німецького Камеруну (столиця була перенесена з Дуали). Але 26 квітня 1909 року сталося виверження вулкана Камерун, і німці повернули столицю в Дуалу. Після Першої світової війни Буеа перейшов до англійців, а в 1949 році став адміністративним центром Британського Камеруну. Чергове виверження відбулося в 1922 році і тривало два тижні, багато плантації в околицях Буеа загинули. Лава дійшла навіть до океану, вода в якому закипіла через високу температуру. Наступне виверження спостерігалося в 1954 році, довжина лавового потоку становила 4 кілометри, ширина — 100 метрів, а глибина — 20 метрів. Через 5 років, в 1959 році, сталося ще одне виверження. Останнє виверження було зафіксовано в березні 1999 року, коли вогняна лава засипала автодорогу і довелося будувати об'їзну дорогу.
У 1961 році Буеа увійшло до складу об'єднаної незалежної республіки Камерун. У квітні 1993 року англомовними жителями Камеруну в місті Буеа був організований мітинг, на якому було озвучено невдоволення засиллям в країні франкомовного населення і прозвучала вимога повернення федеративного устрою країни.

## Населення
Колись основне населення міста становили баквірі, але з появою університету в місті спостерігається приплив найрізноманітніших етнічних груп, і частка баквірі в населенні поступово скорочується.
| Чисельність населення по роках (тис. ос.) |      |      |      |      |
| Дата оцінки або перепису                  | 1967 | 1987 | 2001 | 2008 |
| Чисельність населення                     | 9,1  | 32,9 | 47,3 | 57,2 |

## Освіта
Буеа має свій університет, єдиний в англомовній частині Камеруну. Університет включає сім факультетів.

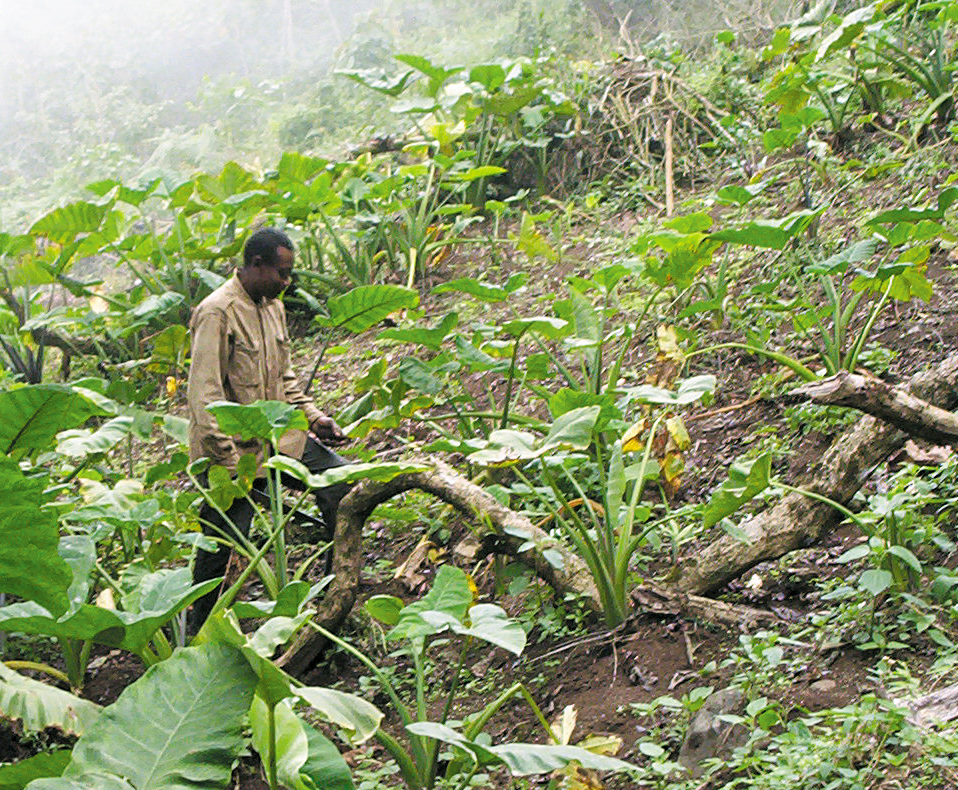
Ферма з вирощування какао в Буеа

## Релігія
Буеа є центром католицької єпархії.

## Економіка
Основна галузь — виробництво чаю, поруч з Буеа розташовані плантації, а в самому місті — чайна фабрика.

## Транспорт
Сполучений автодорогою з містами Дуала, Тіко, Лімбе і Кумба, залізницею з містом Лімбе. Дорога від Дуали в дуже хорошому стані, весь шлях до Буеа займає близько півтори години. Власного аеропорту в місті немає, жителі і туристи користуються аеропортом в місті Тіко.

## Пам'ятки
- Сусідній вулкан Камерун — головна визначна пам'ятка міста. Буеа вважається відправною точкою для підйому на його вершину.
- Німецька церква Енгельскірхен.[4]
- Чайна вулиця — дорога, яка тягнеться на кілька кілометрів в напрямку океану вздовж чайних плантацій.
- Будинки колоніального часу, з яких виділяється губернаторський палац, колишнє місце проживання губернатора Єско фон Путткамера. Губернатор побудував собі справжній замок, баварська архітектура якого виглядає дуже незвично в центральноафриканському місті. Деякі будинки зараз перебувають у важкому стані і потребують реконструкції.
- Фонтан із зображенням Бісмарка 1899 року, що знаходиться перед поштамтом.
- Німецький цвинтар.
- Французький культурний центр (L'Alliance franco-camerounaise).

## Спорт
Щорічно в січні проводиться незвичайний крос, учасники якого повинні добігти до вершини вулкана (4070 метрів) і повернутися назад. Поява даного заходу обумовлено пологими схилами Камеруну, які дають можливість без особливих труднощів дістатися до вершини. Загальна протяжність забігу складає 27 кілометрів (13,5 кілометра в одну сторону), на його подолання йде 4-5 годин.

## Інше
У Буеа розташоване консульство Нігерії, яке видає нігерійські візи не тільки жителям Камеруну, а й іноземним громадянам. для туристів в місті розташовано багато готелів різного класу з ресторанами і нічними клубами. У місті також розвинений екологічний туризм.